# Pierre-Louis Ginguené
Pierre-Louis Ginguené (Rennes, 25 aprile 1748 – Parigi, 11 novembre 1815) è stato un letterato, storico, critico musicale, politico francese.

## Biografia
Nacque a Rennes, in Bretagna e frequentò le scuole il locale collegio dei Gesuiti. Si recò a Parigi per la prima volta nel 1772 e scrisse degli articoli di critica letteraria per il Mercure de France. Compose anche dei libretti d'opera buffa: Pomponin (1777), musicata da Niccolò Piccinni, Satire des satires (1778) e la Confession de Zulmé (1779), quest'ultimo musicato con successo da molti musicisti. La difesa di Niccolò Piccinni contro i partigiani di Gluck lo resero famoso. Ottenne un impiego dal ministro Jacques Necker.
Amico degli enciclopedisti, legato a Pierre Jean Georges Cabanis, a Condorcet e a  Giuseppe Cerutti, accolse con entusiasmo le prime fasi della Rivoluzione francese, restando però sempre nell'ala moderata. Assieme a Cerutti e ad altri fondò il settimanale Feuille villageoise, e collaborò a Le Moniteur e più tardi a Décade philosophique. Celebrò anche con un'ode l'apertura degli Stati generali. Collaborò anche ad alcune Enciclopedie, quali la Biographie universelle.
Imprigionato durante il Terrore, venne liberato dopo la caduta di Robespierre, divenne membro dell'Institut de France ed entrò al Ministero dell'Interno come membro della commissione della pubblica istruzione. Nel 1797 venne inviato dal Direttorio a Torino in qualità di plenipotenziario presso il Re di Sardegna; ma urtò l'ambiente per la sua mancanza di tatto, e dopo sette mesi fu richiamato in patria. Fu membro del Tribunato dopo il 18 brumaio, ma ne fu escluso nel 1802 per la sua opposizione a ogni riforma della Costituzione dell'anno VIII. Da allora in poi fu deciso avversario del regime napoleonico, si ritirò dalla vita politica dedicandosi esclusivamente agli studi letterari.
L'opera più importante e famosa di Ginguené è l'Histoire littéraire d'Italie: è una storia della letteratura italiana in 10 volumi, di cui i primi sei, usciti dal 1811 al 1813, sono interamente del Ginguené, i successivi sono stati scritti in collaborazione con Franco Salfi, che anzi è il solo autore del decimo volume uscito nel 1823. L'opera, tradotta in italiano già durante la sua composizione, segue lo schema storico della Storia del Girolamo Tiraboschi, ma fornisce tuttavia maggior rilievo alla critica letteraria.
Ginguené è stato anche traduttore delle opere di Petrarca e Catullo

## Opere
- Pomponin, ou le tuteur mystifié, opera buffa in 2 atti (1777)
- La Satire des satires, 1778
- Épître au poète Le Brun pour l'engager à publier le recueil de ses poésies, aprile 1785
- Éloge de Louis XII, Père du peuple (concorso a un premio dell'Académie française, 1788)
- Ode sur les États généraux, 1789
- De l'Autorité de Rabelais dans la révolution présente et dans la constitution civile du clergé, ou institutions royales, politiques et ecclésiastiques, tirées de "Gargantua" et de "Pantagruel", 1791
- Lettres sur les Confessions de Jean-Jacques Rousseau, 1791
- Tableaux de la Révolution française, ou Collection de quarante-huit gravures, réprésentant les événements principaux qui ont eu lieu en France depuis la transformation des États généraux en Assemblée nationale, le 20 juin 1789, in collaborazione con Claude Fauchet, Sébastien-Roch Nicolas de Chamfort et Pagès, 1791-1804
- De M. Necker, et de son livre intitulé : "De la révolution française", 1796
- Notice sur la vie et les ouvrages de Niccolò Vito Piccinni, 1800
- Coup d'œil rapide sur le "Génie du christianisme", ou Quelques pages sur les cinq volumes in-8° publiés sous ce titre par François-Auguste Chateaubriand, 1802
- Lettres de P.-L. Ginguené,... à un académicien de l'Académie impériale de Turin [l'abbé Valperga de Caluso] sur un passage de la vie de Vittorio Alfieri, 1809
- Fables nouvelles, 1810
- Histoire littéraire d'Italie, 1811
- Notice sur la vie et les ouvrages de Marie-Joseph Chénier, 1811
- Les Noces de Thétis et de Pélée, poème de Catulle, traduit en vers français, 1812
- Rapport sur les travaux de la classe d'histoire et de litterature ancienne, fait par M. Ginguené l'un de ses membres dans sa Seance publique, 1809
- Catalogue des livres de la bibliotheque de feu m. P.-L. Ginguene, membre de l'Institut de France, de l'Academie della Crusca, 1817